# Marsdenia glaziovii
Marsdenia glaziovii är en oleanderväxtart som först beskrevs av Fourn., och fick sitt nu gällande namn av D.L. Spellman och G.Morillo. Marsdenia glaziovii ingår i släktet Marsdenia och familjen oleanderväxter. Inga underarter finns listade i Catalogue of Life.